# Pristobunus heterus
Pristobunus heterus är en spindeldjursart som beskrevs av Forster 1954. Pristobunus heterus ingår i släktet Pristobunus och familjen Triaenonychidae. Artens utbredningsområde är Nya Zeeland. Inga underarter finns listade i Catalogue of Life.